# Amerikansk bøg
Amerikansk bøg (Fagus grandifolia) er et løvfældende træ med en opret vækst og en kuppelformet og senere skærmagtig krone. Arten er fuldt hårdfør i Danmark, men bruges kun sjældent i større parker.

## Beskrivelse
Amerikansk bøg er et stort, løvfældende træ med svære grene og en kuppelformet krone, som efterhånden bliver skærmagtig. Barken er først violetbrun med et fint lag af hvide hår. Senere bliver den rødbrun med lyse korkporer. Gamle grene og stammer får en glat, lysegrå bark. Knopperne er spredtstillede, slanke og rødbrune med en lys spids. Knopper, som rummer blomsteranlæg er dog mere buttede. Bladene er ovale og plisserede (som hos avnbøg) med skarpttandet til bølget eller helt glat rand. De er sarte, hårklædte og lysegrønne i løvspringet, men snart bliver oversiden læderagtig og mørkegrøn, mens undersiden er lysegrøn. Høstfarven er guldgul til mørkebrun. Blomstringen foregår under løvspringet. De hanlige blomster er samlet i hængende og langstilkede, kogleformede rakler, mens de hunlige sidder samlet i piggede hoveder for enden af korte, oprette skud. Frugterne er trekantede nødder, der sidder i en forveddet og toklappet skål.
Rodsystemet er hjerteformet og består af grove hovedrødder og højtliggende siderødder. Arten sætter ofte rodskud.
Højde x bredde og årlig tilvækst: 25 x 12 m (40 x 20 cm/år).

## Hjemsted
Amerikansk bøg er udbredt fra det sydøstlige Canada og ned langs USAs atlanterhavskyst til Florida. Arten passerer Allegheny-bjergene og findes spredt frem mod Mississippi. Desuden findes en underart i nogle af de mexikanske bjerge. Træet er knyttet til forholdsvist mildt tempereret klima, men det tåler kolde vintre, og det foretrækker en jordbund, der er fugtig, neutral eller svagt sur og humusrig. Det er karakterart for de blandede skove i området. 
I området omkring Roosevelt i New Jersey, USA, findes arten i skove og som pionertræ sammen med bl.a. Konvalbusk, almindelig robinie, tulipantræ, amerikansk knapbusk, amerikansk nældetræ, amerikansk platan, amerikansk vin, blyantene, brunfrugtet surbær, canadisk skarntydegran, glansbladet hæg, hvid ask, hvid hickory, klatrevildvin, koralsumak, pennsylvansk vokspors, rødløn, skovtupelotræ, sukkerbirk, sumpeg, sumprose, virginsk ambratræ, virginsk troldnød, virginsk vinterbær og weymouthfyr
| Portal | Portal:Botanik |

## Note
1. ↑  Borough of Roosevelt: Flora of Roosevelt, Monmouth Co., New Jersey (engelsk)